# Tuinstad

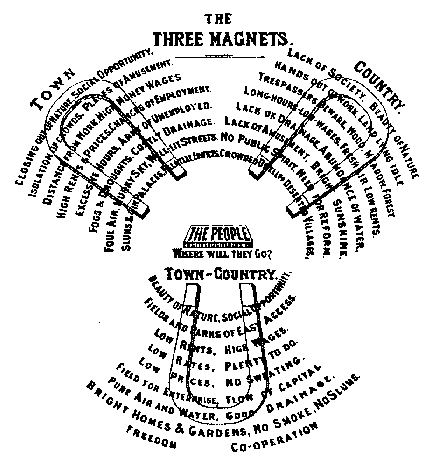
Het 3-magnetenmodel van Howard waarbij hij inging op de vraag "Waar zullen de mensen heen gaan?" met als keuzes 'Town' (stad), 'Country' (platteland) of 'Town Country' (stad-platteland), waarbij de laatste magneet alle positieve zaken van beide anderen combineert. Uit Howard's boek Tomorrow: A Peaceful Path to Real Reform (1898)

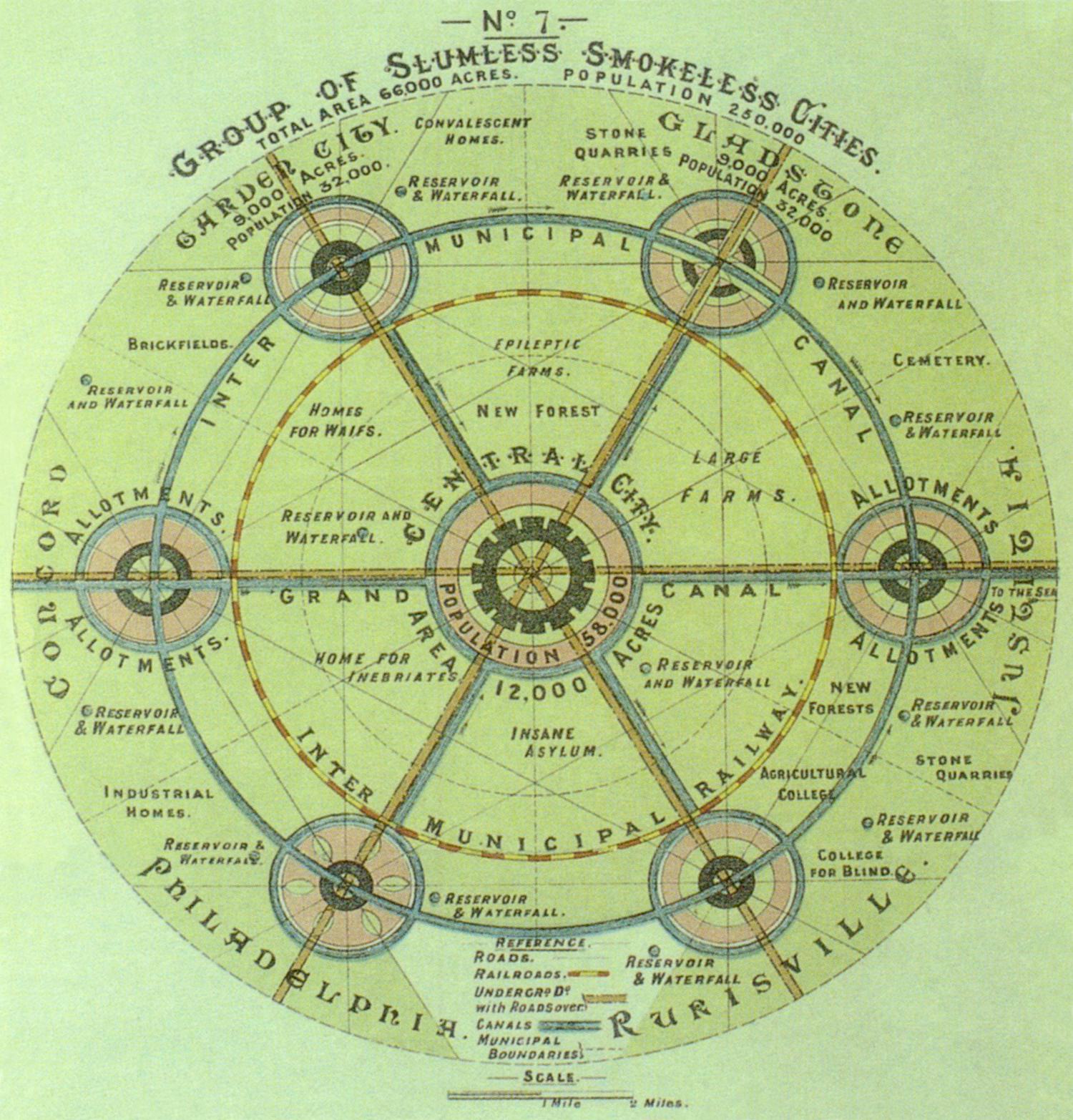
Diagram van het tuinstadconcept uit Howard's boek Garden Cities of tomorrow (1902)

De tuinstad is oorspronkelijk een, in 1898, door Ebenezer Howard ontwikkeld revolutionair model voor stedelijke ontwikkeling. Hiermee wilde hij de arbeidersbevolking bevrijden uit de toenmalige misère van de industriële metropool. Het model behelsde de oprichting van een reeks zelfvoorzienende en autonome steden, met elk maximaal 32.000 inwoners, midden op het platteland. Het tuinstadmodel was een complete samenleving op lokaal schaalniveau, die een intensieve participatie van de bevolking in het bestuur en in het culturele leven moest gaan kennen, belichaamd in een besloten, intieme en geborgen vormgeving.
In de praktijk werden slechts enkele tuinsteden volgens het concept van Howard gerealiseerd; des te meer vond het model in de jaren 1900-1925 echter toepassing als tuindorp of tuinwijk aan de rand van de bestaande stad, dus niet als zelfvoorzienende nederzetting midden op het platteland.